# フォーエバー・アイドル・ベスト・シリーズ おニャン子クラブ
『フォーエバー・アイドル・ベスト・シリーズ おニャン子クラブ』（ - おニャンこクラブ）は、おニャン子クラブのベスト・アルバム。1989年8月21日発売。発売元はポニーキャニオン。規格品番：D27A-1047。

## 解説
ポニーキャニオンの限定生産企画シリーズ“フォーエバーアイドルベストシリーズ”から発売された、おニャン子クラブのベスト・アルバム。同シリーズは他に、岡田奈々・岩崎良美・森尾由美などが制作された。
選曲自体は、1987年12月5日に発売されたベストCD『おニャン子クラブ ベスト』（D32P-6180）と同様である。CDレーベル面がピクチャー・レーベルになっている点が特徴。

## 収録曲
1. 恋はくえすちょん
  - 作詞: 秋元康、作曲・編曲: 見岳章
2. かたつむりサンバ
  - 作詞: 秋元康、作曲・編曲: 後藤次利
3. おっとCHIKAN!
  - 作詞: 秋元康、作曲: 長沢ヒロ、編曲: 山川恵津子
4. お先に失礼
  - 作詞: 秋元康、作曲・編曲: 後藤次利
5. 雨のメリーゴーランド
  - 作詞: 秋元康、作曲・編曲: 見岳章
  - アルバム『SIDE LINE』（1987/2/21発売、D32A-0267）収録曲
6. ハートに募金を
  - 作詞: 秋元康、作曲・編曲: 白井良明
  - アルバム『SIDE LINE』（1987/2/21発売、D32A-0267）収録曲
7. 間に合うかもしれない
  - 作詞: 秋元康、作曲: 高橋研、編曲: 佐藤準
  - アルバム『Circle』（1987/8/5発売、C42A-0590）収録曲
8. 真赤な自転車
  - 作詞: 秋元康、作曲: 高橋研、編曲: 佐藤準
  - アルバム『KICK OFF』（1985/9/21発売、C28A-0436）収録曲
9. 早口言葉でサヨナラを
  - 作詞: 秋元康、作曲・編曲: 佐藤準
  - アルバム『NON-STOP おニャン子』（1986/12/21発売、28P6616）収録曲
10. およしになってねTEACHER
  - 作詞: 秋元康、作曲・編曲: 佐藤準
11. NO MORE 恋愛ごっこ
  - 作詞: 秋元康、作曲・編曲: 後藤次利
12. ウェディングドレス
  - 作詞: 秋元康、作曲: 高橋研、編曲: 佐藤準
13. 夏休みは終わらない
  - 作詞: 秋元康、作曲: 高橋研、編曲: 佐藤準
  - アルバム『PANIC THE WORLD』（1986/7/10発売、D50A-0199）収録曲
14. じゃあね
  - 作詞: 秋元康、作曲: 高橋研、編曲: 佐藤準
15. 瞳の扉
  - 作詞: 秋元康、作曲: 高橋研、編曲: 佐藤準
  - アルバム『PANIC THE WORLD』（1986/7/10発売、D50A-0199）収録曲
16. セーラー服を脱がさないで
  - 作詞: 秋元康、作曲・編曲: 佐藤準

## 関連作品
- おニャン子クラブ ベスト